# Chen Hong (Badminton)

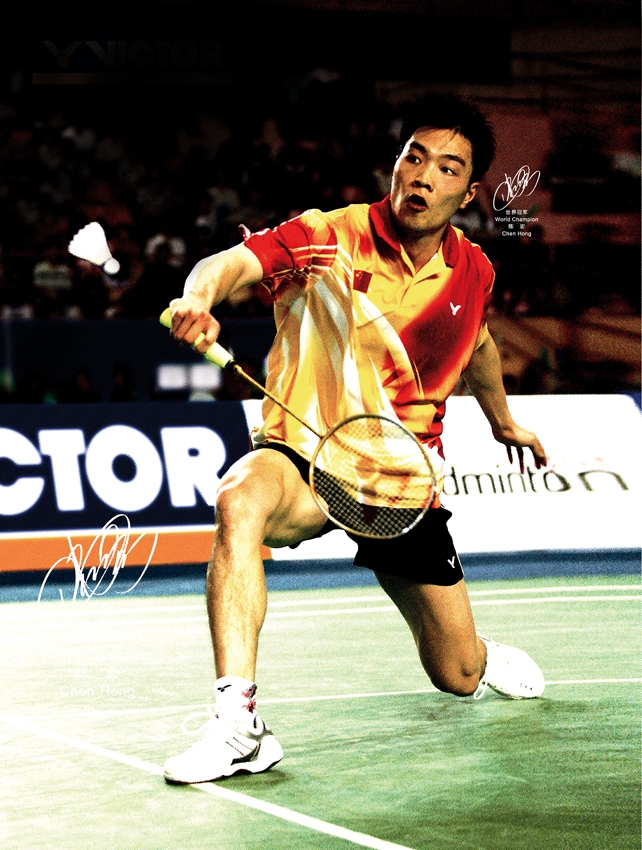
Chen Hong

Chen Hong (chinesisch 陈宏, Pinyin Chén Hóng; * 28. November 1979 in der Provinz Fujian) ist ein ehemaliger chinesischer Badmintonspieler.
Chen spielte bei Olympia 2004 im Männereinzel und bezwang Kenneth Jonassen aus Dänemark und Lee Chong Wei aus Malaysia in den ersten beiden Runden. Im Viertelfinale unterlag Chen Shon Seung-mo aus Südkorea mit 10:15, 15:4, 15:10.

## Sportliche Erfolge
| Saison | Veranstaltung               | Disziplin    | Platz |
| ------ | --------------------------- | ------------ | ----- |
| 1996   | Ten Days of Dawn            | Herreneinzel | 1     |
| 1997   | Junioren-Asienmeisterschaft | Herreneinzel | 1     |
| 1999   | Taiwan Open                 | Herreneinzel | 5     |
| 1999   | Weltmeisterschaft           | Herreneinzel | 17    |
| 1999   | Asienmeisterschaft          | Herreneinzel | 1     |
| 1999   | Swedish Open                | Herreneinzel | 1     |
| 1999   | Japan Open                  | Herreneinzel | 3     |
| 1999   | Thailand Open               | Herreneinzel | 3     |
| 2000   | All England                 | Herreneinzel | 5     |
| 2000   | Thailand Open               | Herreneinzel | 5     |
| 2000   | Dutch Open                  | Herreneinzel | 1     |
| 2001   | China Open                  | Herreneinzel | 5     |
| 2001   | Japan Open                  | Herreneinzel | 3     |
| 2001   | Weltmeisterschaft           | Herreneinzel | 3     |
| 2001   | All England                 | Herreneinzel | 2     |
| 2002   | Indonesia Open              | Herreneinzel | 2     |
| 2002   | Denmark Open                | Herreneinzel | 1     |
| 2002   | Singapur Open               | Herreneinzel | 1     |
| 2002   | China Open                  | Herreneinzel | 2     |
| 2002   | Asienmeisterschaft          | Herreneinzel | 3     |
| 2002   | All England                 | Herreneinzel | 1     |
| 2003   | Weltmeisterschaft           | Herreneinzel | 5     |
| 2003   | Malaysia Open               | Herreneinzel | 1     |
| 2003   | All England                 | Herreneinzel | 2     |
| 2003   | Singapur Open               | Herreneinzel | 1     |
| 2004   | Olympia                     | Herreneinzel | 5     |
| 2005   | All England                 | Herreneinzel | 1     |
| 2005   | China Open                  | Herreneinzel | 1     |
| 2006   | China Open                  | Herreneinzel | 1     |
| 2006   | Denmark Open                | Herreneinzel | 1     |
| 2006   | Macau Open                  | Herreneinzel | 3     |
| 2006   | Weltmeisterschaft           | Herreneinzel | 3     |
| 2006   | Thailand Open               | Herreneinzel | 3     |
| 2007   | Asienmeisterschaft          | Herreneinzel | 2     |
| 2007   | Thailand Open               | Herreneinzel | 1     |